# SN 1992br
SN 1992br – supernowa typu Ia odkryta 24 grudnia 1992 roku w galaktyce A014544-5605. Jej maksymalna jasność wynosiła 19,34m.